# We Draw A
We Draw A – polski zespół z Wrocławia wykonujący elektroniczną muzykę alternatywną. Grupę założono 9 lipca 2012 roku z inicjatywy Piotra Lewandowskiego, czyli Peve Lety (muzyka znanego z zespołów Indigo Tree, Boar Sleeping, Mifune i SWNY), a dołączył do niego członek grupy Kamp!, Radosław Krzyżanowski. Duet wystąpił na Festiwalu Opener 2014 w Gdyni. W 2014 r. ukazał się ich debiutancki album Moments. We Draw A koncertuje z zespołem Kamp! w ramach trasy Brennnessel on Tour 2014. W 2016 roku wydali drugą studyjną płytę Ghosts, a kilka miesięcy później ponownie pojawili się na scenie Open'er Festival w Gdyni.

## Dyskografia

### Albumy
- 2014: Moments
- 2016: Ghosts

### Minialbumy
- 2014: Glimpse / Whirls (album połączony z 2 poprzednich EP-ek + bonusy)
- 2013: Glimpse, Whirls

### Single
- 2024: WE'RE STILL WONDERING
- 2014: City / Debris, Reflect (edit), Lowbanks, Jumbo Love (Oxford Drama Remix)
- 2013: Harm
- 2012: Tears from the Sun